# Spathius rufotestaceus
Spathius rufotestaceus är en stekelart som beskrevs av Motschoulsky 1863. Spathius rufotestaceus ingår i släktet Spathius och familjen bracksteklar. Inga underarter finns listade i Catalogue of Life.